# 휘닉스 평창
휘닉스 평창(-平昌, Phoenix Pyeongchang)은 강원특별자치도 평창군 봉평면 태기로 174에 위치하고 있는 휘닉스중앙 소유의 리조트이다. 휘닉스 스노우 파크, 호텔, 콘도, 휘닉스 컨트리클럽, 블루캐니언 등의 시설을 갖추고 있다. 1995년 12월 개장하여 현재까지 운영되고 있으며, 2018년 동계 올림픽의 설상 종목 경기장 중 하나로 지정되어 '휘닉스 스노 경기장'이라는 이름의 경기장 및 경기 지원시설로 운영되었다.

## 개요
중앙미디어네트워크 계열사인 휘닉스중앙이 휘닉스 평창의 운영 및 관리를 수행하고 있다. 2016년 11월 30일까지는 보광그룹이 운영하여 보광 휘닉스라는 이름으로 운영되었으나. 11월 30일부로 시설 명칭을 휘닉스 평창으로 공식 변경했다.
스키 슬로프는 총 22개로 국내 스키장 슬로프 개수 중 두 번째로 많은 수이다. 6,600,000m²의 부지에 마련된 휘닉스 평창의 슬로프는 설질이 좋고, 슬로프의 수준이 높아 2018년 동계 올림픽 기간 동안 큰 호평을 받았다. 슬로프의 설계는 일본의 모리건설이 맡았고, 해발 1,050m의 태기산 기슭의 지형을 그대로 살렸다. 휘닉스 평창의 인근 면온리 일대에는 스키 렌탈숍 등이 몰려 있으나, 2018년 동계 올림픽 기간 이들 렌탈숍에 대한 보상이 원활히 진행되지 못해 생존권 논란에 휩싸였다.

## 휘닉스 스노우 파크
휘닉스 스노우 파크(Phoenix Snow Park)은 2018년 동계 올림픽의 주요 경기장 중 하나로, 프리스타일 스키 전 종목과 스노보드 빅에어를 제외한 모든 스노보드 종목이 개최되었다. 크로스, 모굴, 하프파이프, 에어리얼, 슬로프스타일 등 10여개의 종목이 평창 올림픽 기간 동안 개최되었다. 올림픽 기간 동안 세 기의 임시 관중석이 설치되었으며, 호텔 등 내부시설은 대회 운영을 위한 장소로 사용되어 내부 출입이 통제되었다.

## 블루캐니언
워터파크인 블루캐니언이 있다. 국내 최초 140m 업힐 슬라이드, 국내 최장인 익스트림 리버가 있으며, 워터파크에 쓰이는 물은 지하 700m에서 용출되는 광천수를 사용한다.

## 부대시설

### 레저

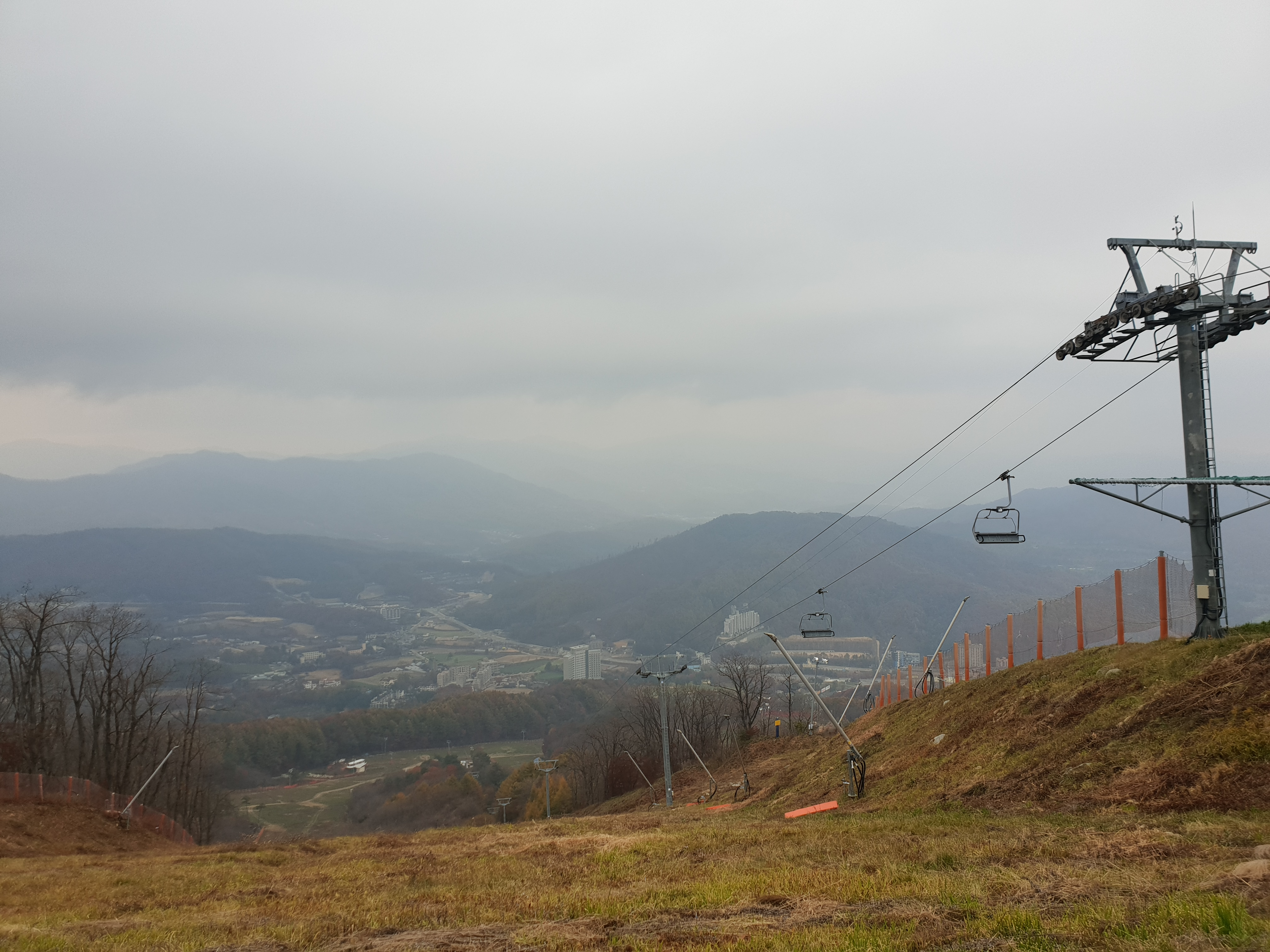
곤돌라

- 해발 1,050m 정상 몽블랑으로 오르내리는 곤돌라가 있다.
- 루지랜드라는 트랙이 펭귄 슬로프 위에 총 길이 1.2km 설치되어 있다.

### 쇼핑

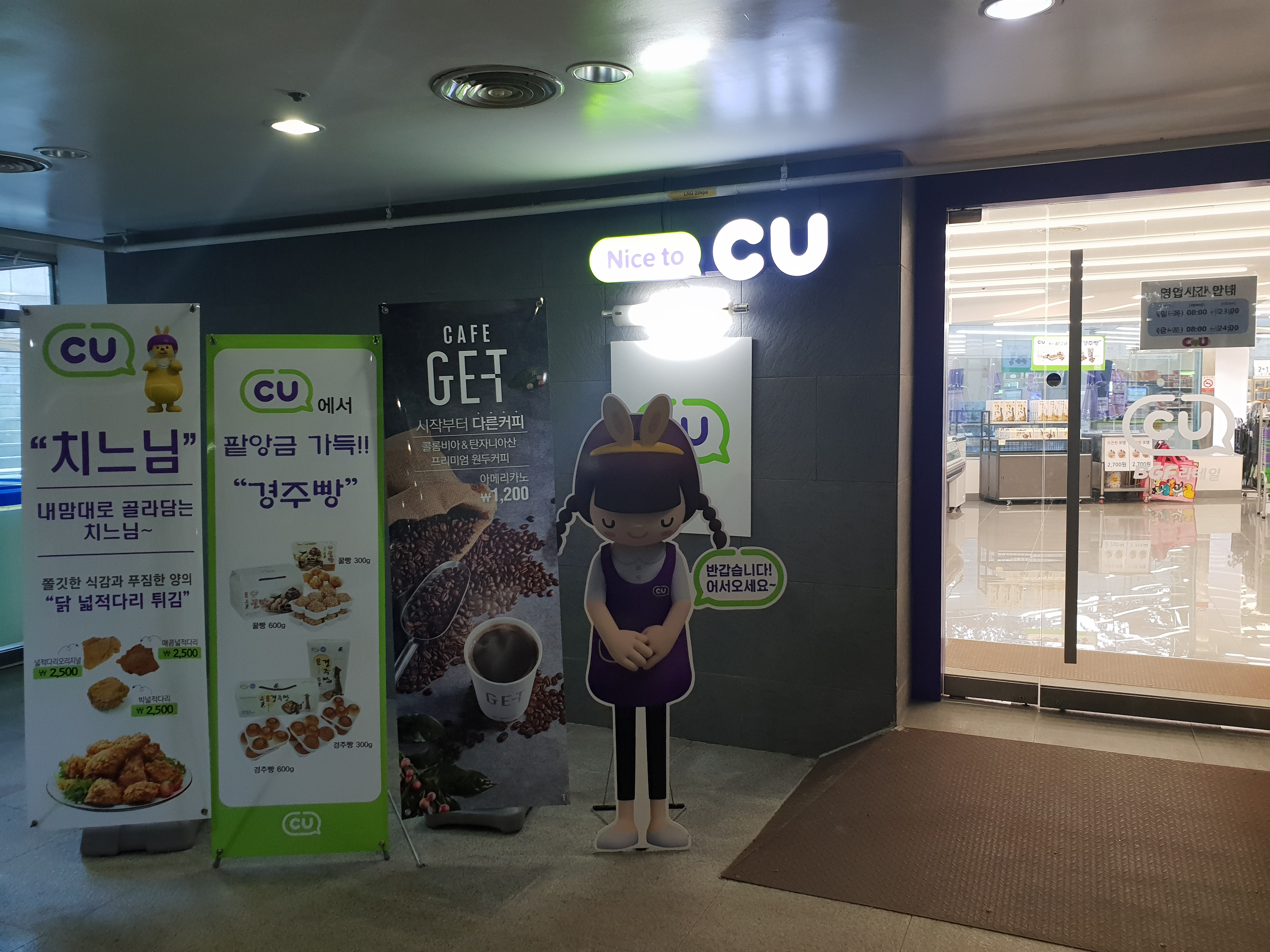
블루동 CU 편의점

콘도 블루동 지하1층과 스키월드에 편의점 CU가 위치해있다. 블루동 1층에는 스포츠용품, 의류 및 완구를 구매할 수 있는 더 샵이 있다.

## 갤러리

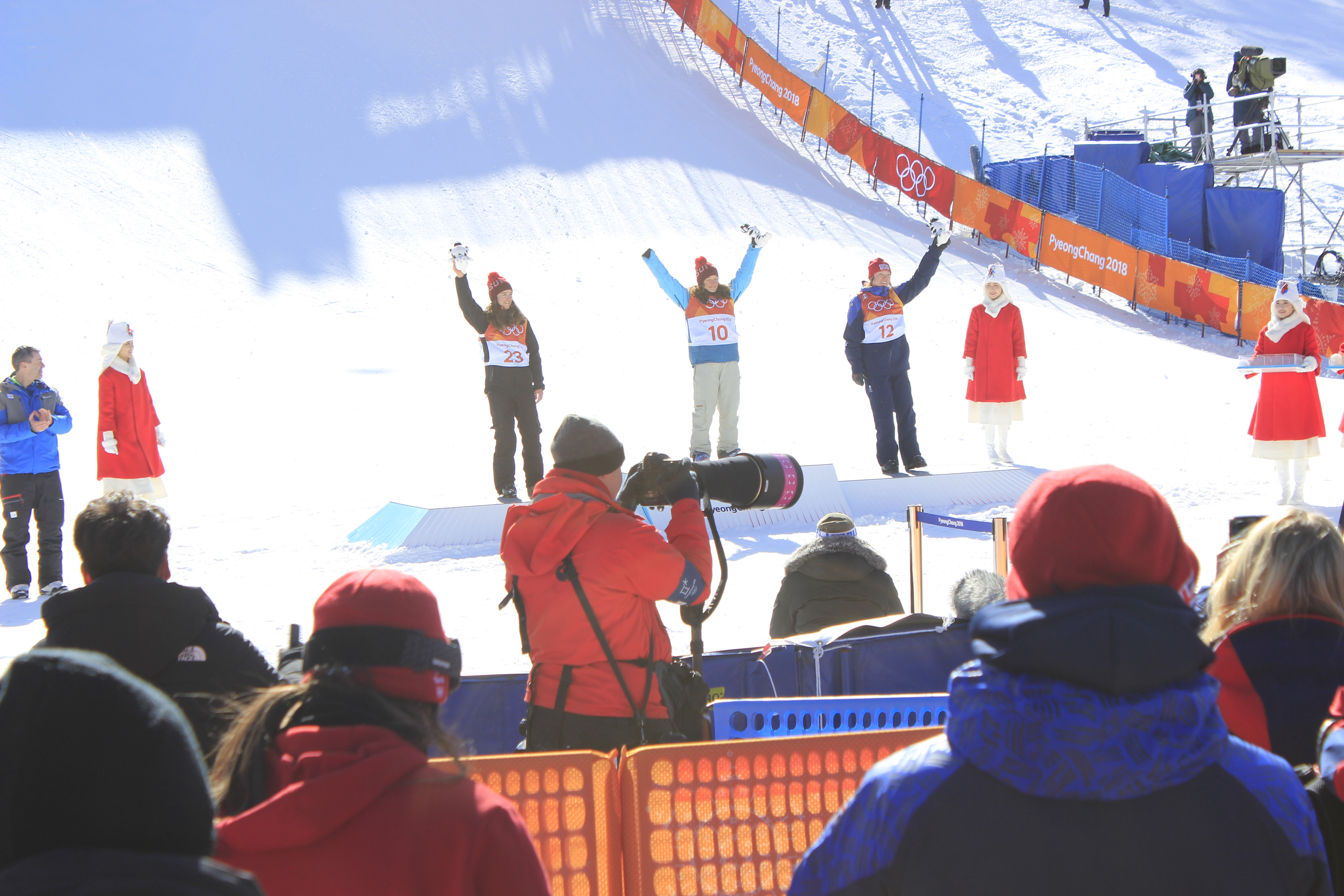
2018년 동계 올림픽 프리스타일 슬로프스타일 종목에서의 2월 17일 경기 시상식의 모습
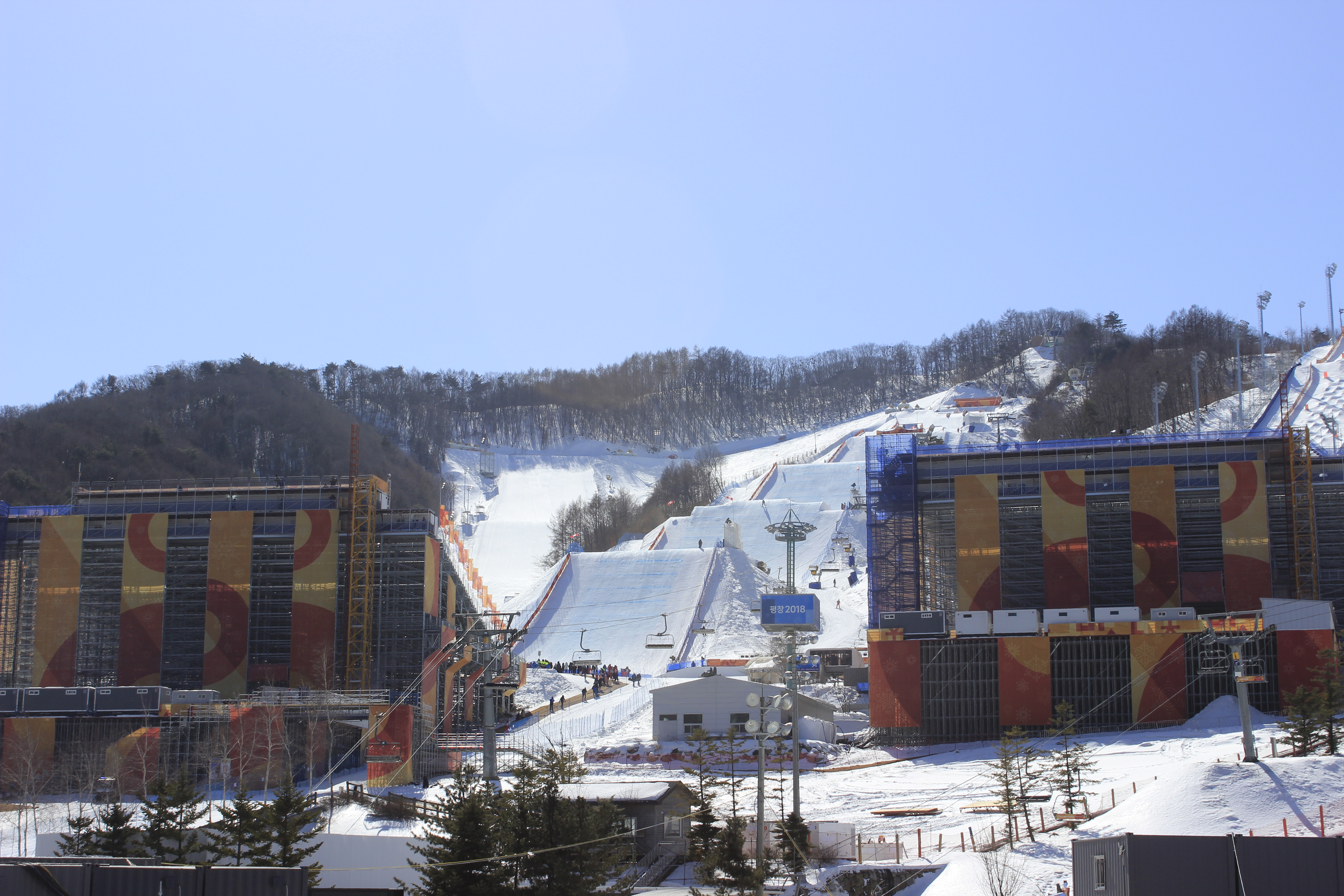
슬로프스타일 경기장의 모습